# Below the Salt
| Recensione              | Giudizio       |
| ----------------------- | -------------- |
| AllMusic                |                |
| Sputnikmusic            | 3.6 (Great)    |
| Progarchives            |                |
| Ondarock                | Pietra miliare |
| Dizionario del Pop-Rock |                |
| 24.000 dischi           |                |

Below the Salt è il quarto album degli Steeleye Span, pubblicato dalla Chrysalis Records nel settembre del 1972.
L'album si classificò al quarantatreesimo posto (14 ottobre 1972) della classifica inglese, mentre il brano contenuto nell'album: Gaudete (cantato a cappella in latino) ottenne un sorprendente quattordicesimo posto (8 dicembre 1973).

## Tracce
Tutti i brani sono tradizionali con arrangiamento degli Steeleye Span.
Lato A
1. Spotted Cow – 3:01
2. Rosebud in June – 3:36
3. Jigs – 3:06 – Brano strumentale
4. Sheep-Crook and Black Dog – 4:39
5. Royal Forester – 4:29

Lato B
1. King Henry – 7:03
2. Gaudete (From Piae Cantiones (1582)) – 2:21
3. John Barleycorn – 4:42
4. Saucy Sailor – 5:45

## Musicisti
"Spotted Cow"
- Maddy Prior - voce, morrisette
- Tim Hart - voce, snare (tabor)
- Bob Johnson - chitarra
- Pete Knight - mandolino
- Rick Kemp -  basso

"Rosebud in June"
- Maddy Prior - voce
- Tim Hart - accompagnamento vocale, coro
- Bob Johnson - accompagnamento vocale, coro
- Pete Knight - accompagnamento vocale, coro
- Rick Kemp - accompagnamento vocale, coro

"Jigs" (The Bride's Favorite / Tansey's Fancy)
- Peter Knight - fiddle, mandolino, banjo tenore
- Rick Kemp - basso
- Bob Johnson - chitarra
- Tim Hart - spoons

"Sheep-Crook and Black Dog"
- Maddy Prior - voce
- Tim Hart - chitarra
- Peter Knight - fiddle
- Bob Johnson - chitarra
- Rick Kemp - basso, batteria

"Royal Forester"
- Maddy Prior - voce
- Peter Knight - fiddle, viola, voce
- Tim Hart - dulcimer, voce
- Bob Johnson - chitarra
- Rick Kemp - basso

"King Henry"
- Bob Johnson - voce, chitarra
- Maddy Prior - voce, tamburello
- Peter Knight - violino, viola, voce
- Rick Kemp - basso, voce
- Tim Hart - chitarra

"Gaudete"
- Maddy Prior - voce
- Tim Hart - accompagnamento vocale, coro
- Bob Johnson - accompagnamento vocale, coro
- Rick Kemp - accompagnamento vocale, coro
- Peter Knight - accompagnamento vocale, coro

"John Barleycorn"
- Maddy Prior - voce
- Tim Hart - voce
- Bob Johnson - chitarra acustica
- Rick Kemp - basso
- Peter Knight - violini, voce

"Saucy Sailor"
- Maddy Prior - voce
- Tim Hart - chitarra acustica, voce
- Rick Kemp - basso
- Bob Johnson - chitarra
- Peter Knight - pianoforte

Note aggiuntive
- Steeleye Span e Jerry Boys - produttori
- Registrazioni effettuate al Sound Techniques, Chelsea, Londra (Inghilterra)
- Jerry Boys - ingegnere delle registrazioni
- Gordon Graham - sound monitor
- Dennis Jordan - equipment monitor
- Grahame Berney - art direction, design album
- Harri Peccinotti - fotografia copertina album (Elizabethan Rooms di Londra)
- Tim Hart - note copertina album[10]